# (519) Sylvania
(519) Sylvania es un asteroide perteneciente al cinturón de asteroides descubierto el 20 de octubre de 1903 por Raymond Smith Dugan desde el observatorio de Heidelberg-Königstuhl, Alemania.
Está nombrado por los bosques que rodean la ciudad de Heidelberg.